# Reinhold Smyczek
Reinhold W. Smyczek (ur. 18 sierpnia 1918, zm. 18 maja 1994) – polski oficer, działacz emigracyjny.

## Życiorys
Urodził się 18 sierpnia 1918. Podczas II wojny światowej w stopniu podporucznika był żołnierzem 1 Dywizji Pancernej służąc w 10 kompanii saperów. Później awansowany do stopnia kapitana. 
Po wojnie pozostał na emigracji w Stanach Zjednoczonych. Zamieszkiwał w Old Bridge w hrabstwie Middlesex w stanie New Jersey.
Zmarł 18 maja 1994. Został pochowany na cmentarzu przy Narodowym Sanktuarium Matki Bożej Częstochowskiej w Doylestown.

## Ordery i odznaczenia
- Krzyż Srebrny Orderu Virtuti Militari[4][1]
- Krzyż Oficerski Orderu Odrodzenia Polski (19 marca 1986, za zasługi położone w pracy niepodległościowej i na rzecz Skarbu narodowego)[5]
- Krzyż Kawalerski Orderu Odrodzenia Polski (15 sierpnia 1981)[6]
- Krzyż Komandorski Orderu Zasługi Rzeczypospolitej Polskiej – pośmiertnie (26 lipca 1994, za wybitne zasługi w walce o niepodległość Rzeczypospolitej Polskiej oraz w działalności polonijnej i kombatanckiej)[7]